# فيل سميث (سياسي)
فيل سميث (بالإنجليزية: Phil Smith)‏ هو سياسي أسترالي، ولد في 24 أكتوبر 1938. انتخب عضو الجمعية التشريعية لأستراليا الغربية.